# Wiaczesław Małyszew
Wiaczesław Aleksandrowicz Małyszew (ros. Вячесла́в Алекса́ндрович Ма́лышев, ur. 3 grudnia?/16 grudnia 1902 w Syktywkarze, zm. 20 lutego 1957 w Moskwie) – radziecki polityk, zastępca przewodniczącego Rady Komisarzy Ludowych ZSRR (1940–1944) i Rady Ministrów ZSRR (1947–1953 i 1953–1956), ludowy komisarz ciężkiego przemysłu maszynowego ZSRR (1939–1940), ludowy komisarz średniego przemysłu maszynowego ZSRR (1940–1941), ludowy komisarz przemysłu czołgowego ZSRR (1941–1942 i 1943–1945), ludowy komisarz/minister inżynierii transportu ZSRR (1945–1947), minister inżynierii ZSRR (1948–1949), minister przemysłu stoczniowego ZSRR (1950–1952), minister przemysłu ciężkiego i transportowego ZSRR (1953), minister średniego przemysłu maszynowego ZSRR (1953–1955), członek Biura Politycznego KC KPZR (1952–1953), generał pułkownik, Bohater Pracy Socjalistycznej (1944).

## Życiorys
W latach 1918-1920 pomocnik sekretarza i sekretarz sądu ludowego w Wielkich Łukach, 1924 ukończył technikum kolejowe, po czym został pomocnikiem maszynisty. Od 1926 członek WKP(b), 1926-1927 odbywał służbę w Armii Czerwonej, 1930-1934 studiował na Państwowym Uniwersytecie Technicznym im. Baumana w Moskwie. Od 1934 do lutego 1939 konstruktor, starszy konstruktor, zastępca głównego konstruktora, główny inżynier i w końcu dyrektor fabryki inżynieryjnej im. Kujbyszewa. Od 5 lutego 1939 do 17 kwietnia 1940 ludowy komisarz ciężkiego przemysłu maszynowego ZSRR, od 21 marca 1939 do śmierci członek KC WKP(b)/KPZR. Od 28 marca 1940 do 21 marca 1941 członek Rady Ekonomicznej przy Radzie Komisarzy Ludowych ZSRR Wiaczesława Mołotowa, od 16 kwietnia 1940 do 21 marca 1941 przewodniczący Rady Gospodarczej przy Radzie Komisarzy Ludowych ZSRR ds. inżynierii. Od 17 kwietnia 1940 do 15 maja 1944 zastępca przewodniczącego Rady Komisarzy Ludowych ZSRR, od 31 sierpnia 1940 do 9 kwietnia 1941 członek Komitetu Obrony przy Radzie Ministrów ZSRR, od 2 października 1940 do 11 września 1941 ludowy komisarz średniego przemysłu maszynowego ZSRR. Od 11 września 1941 do 14 lipca 1942 i ponownie od 28 czerwca 1943 do 14 października 1945 ludowy komisarz przemysłu czołgowego ZSRR. 5 sierpnia 1944 mianowany generałem lejtnantem, a 19 kwietnia 1945 generałem pułkownikiem służby inżynieryjno-tankowej. Od 14 października 1945 do 29 grudnia 1947 ludowy komisarz/minister przemysłu inżynierii transportu ZSRR, od 19 grudnia 1947 do 15 marca 1953 zastępca przewodniczącego Rady Ministrów ZSRR Józefa Stalina. Od 9 stycznia do 28 grudnia 1948 i ponownie od 4 stycznia do 9 marca 1949 przewodniczący Państwowego Komitetu Rady Ministrów ZSRR ds. wprowadzania postępowej techniki w gospodarce ludowej. Od 28 grudnia 1948 do 4 stycznia 1949 minister inżynierii ZSRR, od 16 marca 1949 do 21 kwietnia 1950 przewodniczący Biura Rady Ministrów ZSRR ds. inżynierii i okrętownictwa, od 10 stycznia 1950 do 31 października 1950 minister przemysłu stoczniowego ZSRR, od 16 października 1952 do 5 marca 1953 członek Prezydium (Biura Politycznego) KC KPZR. Od 18 października 1952 do 5 marca 1953 członek Stałej Komisji ds. Zagadnień Obrony przy Prezydium KC KPZR, od 5 listopada 1952 do 11 marca 1953 przewodniczący Biura Rady Ministrów ZSRR ds. inżynierii i przemysłu elektrycznego. Od 15 marca do 8 sierpnia 1953 minister przemysłu ciężkiego i transportowego ZSRR, od 26 czerwca 1953 do 28 lutego 1955 minister średniego przemysłu maszynowego ZSRR. Od 7 grudnia 1953 do 25 grudnia 1956 ponownie zastępca przewodniczącego Rady Ministrów ZSRR i równocześnie przewodniczący Biura Rady Ministrów ZSRR ds. inżynierii, od maja 1955 do śmierci Państwowego Komitetu Rady Ministrów ZSRR ds. nowej techniki, od 25 grudnia 1956 do śmierci I zastępca przewodniczącego Państwowej Komisji Ekonomicznej Rady Ministrów ZSRR ds. bieżącego planowania gospodarki ludowej. Deputowany do Rady Najwyższej ZSRR od 1 do 4 kadencji. Zmarł w wyniku choroby popromiennej, której doznał podczas nadzorowania próby pierwszej radzieckiej bomby termojądrowej w 1953. Pochowany na cmentarzu przy Murze Kremlowskim.
Jego imieniem nazwano fabrykę w Charkowie. 
Małyszewa nieoficjalnie nazywano księciem tankogradzkim.

## Odznaczenia i nagrody
- Medal Sierp i Młot Bohatera Pracy Socjalistycznej (5 sierpnia 1944)
- Order Lenina (czterokrotnie)
- Order Suworowa I klasy (16 września 1945)
- Order Kutuzowa I klasy (19 kwietnia 1945)
- Nagroda Stalinowska (dwukrotnie)

I medale.